# Atheta hypnorum
Atheta hypnorum är en skalbaggsart som först beskrevs av Ernst Hellmuth von Kiesenwetter 1850.  Atheta hypnorum ingår i släktet Atheta, och familjen kortvingar. Arten är reproducerande i Sverige.